# Маран, Джози
Джоа́нна Се́лхорст «Джо́зи» Мара́н (англ. Johanna Selhorst "Josie" Maran; род. 8 мая 1978) — американская топ-модель, актриса и предпринимательница.

## Биография

### Ранние годы
Джоанна родилась в Менлоу-Парк. Её отец имеет еврейские корни, а мать – датские, французские и немецкие. Посещала школу Кастильеха (англ. Castilleja School) для девочек в Пало-Альто, Калифорния. Её первой обложкой был журнал «Glamour» в 1998 году.

### Карьера
Карьера модели Джози началась в 12 лет, когда её заметил агент в местном ресторанчике. После этого она начала работать моделью в свободное время. Более серьёзно она ушла в работу после окончания школы Кастильеха.
В 17 лет Джози подписала контракт с модельным агентством «Elite Model Management» (Лос-Анджелес). В 1998 году она появилась на обложке «Glamour» и стала моделью «Guess?» («Guess? Girl») в коллекции лето-осень 1998 года. После того, как она приняла участие в более чем в 25 различных проектах, включая видео «Everybody» группы Backstreet Boys. Маран пересекла всю страну, чтобы примкнуть к нью-йоркскому подразделению «Elite».
В 1999 году Маран заключила многолетний контракт с компанией «Maybelline».
Три года подряд (2000—2002) Джози появлялась в издании «Sports Illustrated Swimsuit».
Интересы Джози всегда выходили за рамки съёмок. Она дополнительно обучалась танцам, игре на скрипке, искусству речи и многому другому. Интерес к музыке случайно привел её к участию в двух группах: Darling с Николь Ричи и Hollywood 2000, где она спела и сыграла на скрипке.
В 2001 году Маран появилась в главной роли в независимом фильме The Mallory Effect. В 2002 году Джози сыграла роль Сьюзан в фильме Swatters. В 2004 году она появилась сразу в трех фильмах: в роли французской модели в «Маленькой чёрной книжке», в роли одной из невест Дракулы в «Ван Хельсинге», в эпизодической роли девушки с сигаретой в «Авиаторе». Также Маран появилась в короткометражке The Confession с Уэнтуортом Миллером в 2005 году, в роли Киры Хэйден (англ. Kira Hayden) в The Gravedancers в 2006 году.
В 2005 году Джози была выбрана компанией «EA Games» в качестве главного персонажа к гоночной игре «Need for Speed: Most Wanted», изданной 15 ноября 2005 года. Она сыграла Мию Таунсенд (англ. Mia Townsend), спутницу главного героя в игре.
В июне 2007 года Джози Маран запустила свою собственную косметическую линию Josie Maran Cosmetics.
29 августа 2007 года Маран с партнёром Алеком Масо (англ. Alec Mazo) приняла участие в шоу «Dancing with the Stars» на канале «ABC», и они стали первой парой, изгнанной из шоу 26 сентября 2007 года по результатам зрительского голосования.

### Личная жизнь
Джози Маран была замужем за Али Альброци, у них две дочери — Руми Джун Альброци (род. 20 июня 2006) и Инди Джун Маран-Альброци (род. 1 июля 2012).

## Фильмография
- 2002 — Swatters — Сьюзан
- 2002 — The Mallory Effect — Мэллори
- 2004 — Авиатор (фильм) — Тельма
- 2004 — Маленькая чёрная книжка — Лулу Фруц
- 2004 — Ван Хельсинг — Маришка
- 2005 — The Confession — жена
- 2006 — Осквернители могил — Кира Хейден

## Компьютерные игры
- 2005 — Need for Speed: Most Wanted — Миа Тоунсенд

## Издания
- Cosmopolitan
- Cosmo Girl
- ELLE
- Esquire
- Estylo
- FHM
- Glamour (6 time cover girl)
- GQ
- Lucky
- Mademoiselle
- Marie Claire
- Maxim
- Rev
- Shape
- Surface
- Vogue